# Alekséievskoie (Marí El)
|  | Per a altres significats, vegeu «Alekséievskoie». |

Alekséievskoie (en rus: Алексеевское) és un poble de la República de Marí El, a Rússia, que en el cens del 2010 tenia 46 habitants. Pertany al districte rural de Voljsk.